# Gry Inger Reiter
Gry Inger Reiter (født 1989) er en dansk journalist, retoriker og forfatter. Hun er debat- og kronikredaktør ved Dagbladet Information. Gry Inger Reiter er uddannet cand.mag. i retorik fra Københavns Universitet med tilvalg i statskundskab. Fra 2015-2018 var hun ansat på dagbladet Politiken, hvor hun bl.a. var debatredaktør og signaturskribent. Hun er forfatter til bogen Tag bladet fra munden - En introduktion til politisk framing fra 2015, som hun har skrevet i samarbejde med Jens Jonatan Steen.
Inden sin ansættelse på Politiken var Gry Inger Reiter i tænketanken Cevea, hvor hun arbejdede med kommunikation og underviste i skriftlig og mundtlig formidling.